# بيرت جونستون
بيرت جونستون (بالإنجليزية: Bert Johnston)‏ (2 يونيو 1909 - 27 سبتمبر 1968) هو لاعب كرة قدم بريطاني (وحمل سابقاً جنسية المملكة المتحدة لبريطانيا العظمى وأيرلندا) في مركز قلب الدفاع.

## وصلات خارجية
- بيرت جونستون على موقع قاعدة بيانات كرة القدم.إي يو (الإنجليزية)
- بيرت جونستون على موقع قاعدة بيانات كرة القدم.إي يو (الإنجليزية)
- بيرت جونستون على موقع عالم كرة القدم.نت (الإنجليزية)